# 天鹽町
天鹽町（日语：／ Teshio chō */?）是位于日本北海道留萌振興局最北部的町。西邊面向日本海，北海道第二長的河川天鹽川在此入海，區公所和中心市區則坐落於天鹽川和口。當地以漁業跟酪農業為主，大和黑蜆的捕獲量是北海道第一。
町名來自天鹽川，天鹽川之名則是源自阿伊努語的「tes-o-pet」、「tes-us-i」或「tes-un-i」，一般認為意思為有很多漁梁（河川中水中利用樹枝、竹、樁等做成堤壩攔阻水流，捕魚的裝置）的河流。

## 歷史
- 18世紀初：在松前藩製作的「蝦夷地全島地圖」中，以為地名。[2]
- 1878年：天鹽村成立。
- 1880年：在天鹽村設置天鹽郡、中川郡、上川郡的戶長役場。
- 1897年：中川郡與上川郡的戶長役場與天鹽村戶長役場分離。
- 1903年：遠別村從天鹽村從天鹽村戶長役場分出。
- 1909年：幌延村和沙流村從天鹽村分割獨立設置。
- 1915年4月1日：天鹽村成為北海道二級村。[3]
- 1924年4月1日：改制成為天鹽町。
- 1967年：由於天鹽川改道，修改與幌延町之間的分界。

## 氣候
當地屬於濕潤大陸性氣候，年溫差和日溫差相當大。町內的也降雪量很大，和周邊的村落一同被指定為豪雪地帶，冬季時能觀測到低於-20℃的氣溫。

## 交通

### 機場
- 稚內機場（位於稚內市）

### 鐵路
- 羽幌線（已廢線）

### 道路
| 一般國道 - 國道40號 - 國道232號 主要道道 - 北海道道106號稚內天鹽線 | 道道 - 北海道道256號豐富遠別線 - 北海道道395號問寒別停車場下國府線 - 北海道道484號天鹽港線 - 北海道道551號円山天鹽停車場線 - 北海道道855號六志內西雄信內線 |

## 觀光景點

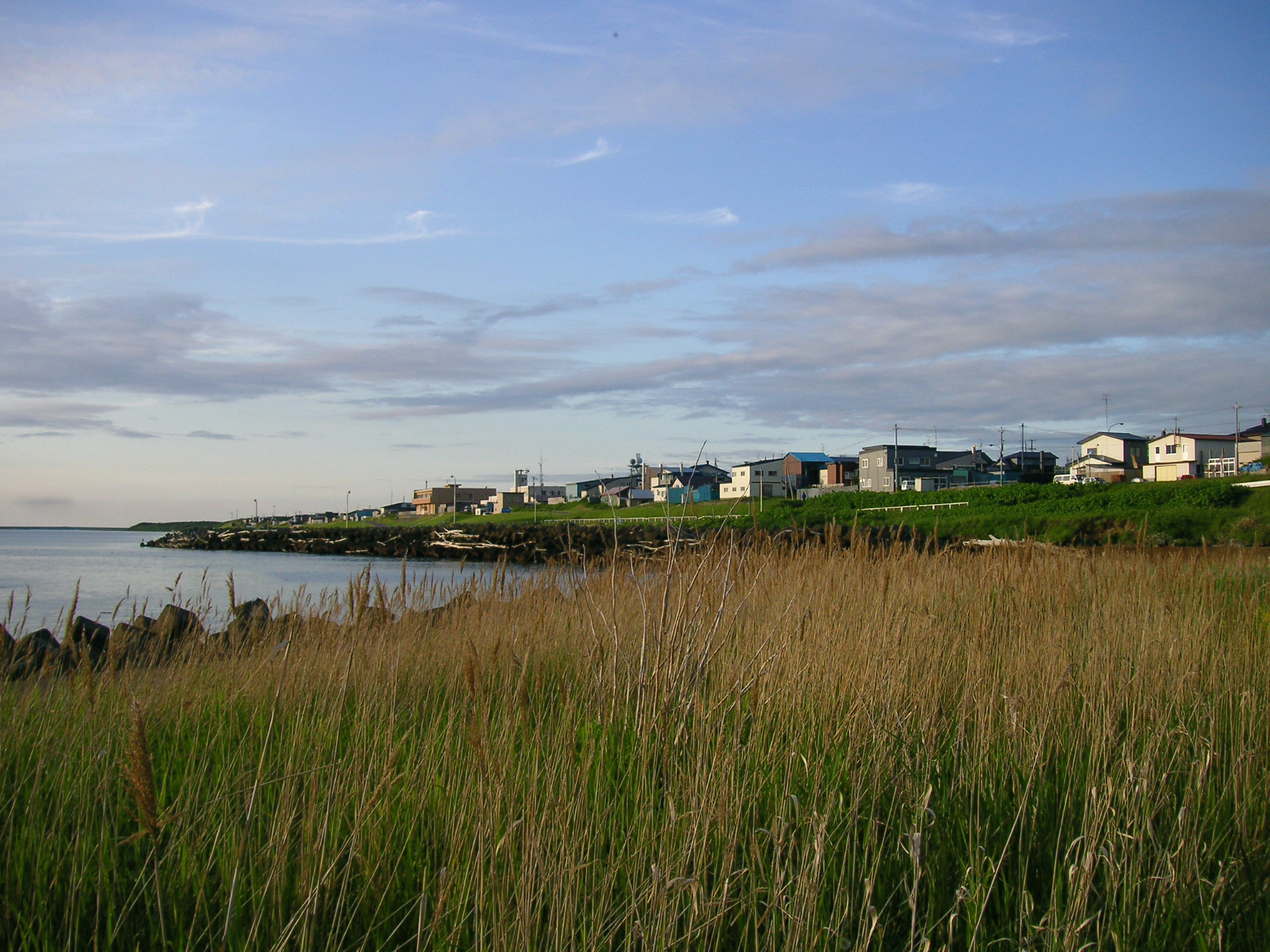
河口附近的天鹽川與河畔的天鹽町中心城區

### 觀光
- 鏡沼海濱公園
- 天鹽溫泉夕映
- 天鹽川歷史資料館
- 川口遺跡風景林
- 北川口展望台

### 祭典
- 鏡沼蜆貝祭（７月）
- 嚴島神社祭（7月16～18日）
- 天鹽川港祭（8月中旬、有煙火表演）
- 天鹽秋之味祭（9月）

## 教育

### 大學設施
- 北海道大學實驗林場

### 高等學校
- 道立北海道天鹽高等學校（页面存档备份，存于）

### 中學校
- 天鹽町立天鹽中學校

### 小中學校
- 天鹽町立啟德小中學校

### 小學校
| - 天鹽町立天鹽小學校 - 天鹽町立更岸小學校 | - 天鹽町立北產士小學校 |

## 姊妹市・友好都市

### 海外
- 荷馬（美國阿拉斯加州）：於1984年4月締結姊妹都市。[4]
- 托馬里（俄羅斯薩哈林州）：於1992年7月簽訂友好交流協定。

## 外部連結
- （日語）天鹽川歷史資料館（舊天鹽町役場）
- （日語）道路休息站 - 天鹽（页面存档备份，存于）
- （日語）天鹽町4H俱樂部（酪農的聯誼會、4H: Head, Hand, Heart, Health）
- （日語）天鹽商工會青年部（页面存档备份，存于）